# Na novo leto se ne smeš umiti
Povest Na novo leto se ne smeš umiti je delo prekmurskega pisatelja Ferda Godine in je izšla leta 1983 v zbirki Zmaj v oknu in leta 1991 v zbirki Sezidala si bova hišico. 

## Interpretacija
Povest Na novo leto se ne smeš umiti je napisana v prvi osebi, kar pomeni, da je glavni junak kar Ferdo Godina sam. 
Vsako leto je Ferdov stric Polde prihajal navsezgodaj zjutraj voščit družini srečno novo leto. To je počel, saj je mislil, da bi prineslo nesrečo, če bi ženska prva prišla voščit novo leto k hiši. Po voščilu je stric Polde spil kozarec žganja in zmeraj postal zgovoren. 
Nekoč je stopil k Ferdovi postelji in ga zbudil z rekom, da ne želi spati predolgo, saj »kar delaš na novo leto, delaš potem tri sto petinšestdeset dni«. Ferdo se je ob tem zamislil in sklenil, da bo preživel tak dan, kakršnega bi želel imeti vsak dan v letu. 
Vstal je tako šele ob devetih, umil se ni, v hlevu se ni zadrževal predolgo, le toliko, da je nakrmil živali. Za kosilo je bilo veliko dobrot in Ferdo je bil navdušen nad potekom dneva. Po kosilu je odšel ven, kjer je srečal Kozlarjevega Izidorja. Izidorju je povedal, kar mu je rekel stric, in Izidor je bil navdušen nad tem. Odločila sta se, da se gresta potepat, kajti potepanje je nekaj, kar bi želel Ferdo početi celo leto, vsak dan. S sankami sta odšla do struge, kjer je bil tanek led in tako je Ferdo, ki je šel prvi, pristal v vodi. Zdaj je Ferda pričelo skrbeti. Ni želel vsak dan v letu pristati v vodi in se oblečen kopati. 
Doma je odšel v hlev, saj ni želel, da ga mati in oče vidita mokrega. Slekel je obleke in jih položil na živino, da so se hiteje sušile. Ker je bil tako hvaležen živini, da mu je posušila obleko, jim je dal še več sena in vmes ni niti malo razmišljal o tem, da se predolgo mudi v hlevu. 
Tako se Ferdovo novo leto končalo. Kot pravi sam, se na koncu nič od tistega uresničilo; vstajal je spet zgodaj, umival se je, tako odlično kosilo so jedli le za novo leto. Res je bilo le, da se je veliko potepal, a potepanja mu ni dala novo leto, to je že od nekdaj rad počel.